# Eduard Wiiralt
Eduard Wiiralt (også Eduard Viiralt; født 20. marts 1898 Sankt Petersborg Gouvernement, død 8. januar 1954 i Paris) var Estlands mest fremtrædende grafiker i første halvdel af det 20. århundrede.

## Liv
Han blev født i Sankt Petersborg Gouvernement (estisk: Peterburi kubermang) som søn af tjenestefolk på en herregård. I 1909 rejste familien til Estland, hvor faderen fik ansættelse på Varangu mõis (gods), Järvamaa. Under 1. verdenskrig bosatte familien sig i Tallinn, og den kunstnerisk begavede søn, som forældrene havde ønsket skulle have en fremtid som embedsmand, valgte at studere ved Tallinn Kunstindustriskole (estisk: Tallinna Kunsttööstuskool). 
Uddannelsen blev aldrig formelt afsluttet, da der hen imod slutningen af verdenskrigen skete en tysk besættelse af Estland (i 1917-1918) efterfulgt af martsrevolutionen. Da den estisk selvstændighedskrig udbrød, meldte Wiiralt sig i begyndelsen af december 1918 som frivillig i Tallinn Skoleelevers Bataljon (estisk: Tallinna Kooliõpilaste pataljon), der blev omdannet til 2, pansertogs dessantkompagni  (estisk: soomusrong nr. 2 dessantmeeskond). Wiiralt opholdt sig ved fronten til marts 1919, da eleverne blev trukket til Tallinn for at udføre vagt- og indenrigssikkerhedstjeneste. 
Da der i efteråret 1919 oprettedes en kunstnerskole i Tartu, Pallas, bad Wiiralt om at blive overført til Tartu Skoleelevers Bataljon (estisk: Tartu Kooliõpilaste pataljon), hvilket blev imødekommet, og fra december samme år - endnu som soldat - fortsatte Wiiralt i sin fritid sin kunstneruddannelse indtil, at han i foråret 1920 blev demobiliseret og nu helt kunne bruge sin tid på kunstneruddannelsen. Wiiralt begyndte at lære skulpturkunst hos Anton Starkopf. Nogen lærer i grafisk kunst fandtes ikke, først i oktober 1921 blev en grafikerklasse oprettet. I 1920-erne begyndte han at arbejde som medhjælp for den da endnu ukendte Jaan Koort og medvirkede her ved udførelsen af Koorts træskulptur-buste "Eesti neiu" (Estisk pige).  
I 1922–1923 fortsatte Wiiralt skulpturstudierne som Pallas-stipendiat som elev hos professor Selmar Werner ved Kunstakademiet i Dresden. I sommeren 1923 ophørte stipendiatet, men Wiiralt forblev frem til efteråret i Dresden og virkede som kobberstik-trykker. De der ved sit arbejde erhvervede kundskaber var den eneste egentlige uddannelse, Wiiralt fik i grafisk teknik. I september rejste han tilbage til Tartu, og i 1924. afsluttede han sin kunstneruddannelse ved Pallas som grafisk kunstner og skulptør. Han fik der efter ansættelse ved skolen som lærer i grafisk teknik og fungerede som sådan i to semestre (i skoleåret 1924–1925). 
Årene 1925–1939 boede han i Paris. Fra 21. juli 1938 til 17. februar 1939 boede han i Marokko i Marrakech på adressen 61 Rue Ksour. Under 2. verdenskrig opholdt han sig i Estland. 
I foråret 1944 rejste Wiiralt til Wien for at arrangere en udstilling af sine værker. Han vendte ikke tilbage til Estland, men rejste via Danmark og Sverige, hvor han foretog en rejse til Lapland sammen med den i mellemtiden fra Estland flygtede Eduard Ole. I efteråret 1946 vendte han endegyldigt tilbage til Paris, hvor han boede i den sydlige bydel Sceaux i et hus på adressen Rue Houdan 61. Eduard Wiiralt døde af mavekræft 55 år gammel i Paris på Danncourt-sygehuset Clichy avenue og blev begravet den 12. januar 1954 på kirkegården Père-Lachaise.